# Улица Фрунзе (Казань)
Улица Фру́нзе — улица Казани располагающаяся в Кировском районе.

## История
Раньше улица называлась Большая, и была переименована протоколом комиссии Казгорсовета от 02.11.1927 б/н в современное название, в честь Михаила Васильевича Фрунзе. Революционер, советский государственный и военный деятель, один из наиболее крупных военачальников Красной армии во время Гражданской войны, военный теоретик Фрунзе в Казани был дважды. В августе 1905 года он посетил партийную конференцию, а 29 октября 1905 года он был арестован и 30 ноября по этапу направлен в Казань.
В конце улицы в начале 1980-х годов были сооружены стоящие рядом два из трёх первых в Казани жилых 16-этажных дома.

## Общие сведения
Начинается от пересечения с улицей Восстания и заканчивается у перекрёстка с улицей Чкалова имея протяженность около 1 км.
Проезжая часть улицы односторонняя, направлена в сторону Горьковского шоссе. Для движения в противоположную сторону используется улица Болотникова, располагающаяся южнее и идущая параллельно улице Фрунзе. Улицы разделены высокой грунтовой разделительной полосой шириной около 50 меров, образуя таким образом подобие бульвара. На данной территории находятся автостоянка, торговые точки, коммерческие рекламные сооружения. Здесь также планировалось строительство автозаправочной станции, против возведения которой выступило местное население.

## Происшествия
В 2006 году на рынке, располагающегося на перекрёстке улиц Фрунзе и Восстания из-за снега произошло обрушение кровли.

## Транспорт
По улице ходят автобусы (маршруты 10а, 36, 44, 45, 49, 53, 63, 72) и троллейбусы (маршрут 1).

## Примечательные объекты
- № 7 — жилой дом завода «Ремстройдормаш».[5]
- № 9 — жилой дом МВД ТАССР.[6]
- № 13 — жилой дом кожобъединения.[7]
- № 19 — жилой дом треста «Казремстрой».[8]

## Интересные факты
Кроме улицы Фрунзе в Казани есть также улица Роща Фрунзе, однако картографический сервис Google некоторое время считал их одним и тем же.
На улице Фрунзе уже длительное время нет домов с чётными номерами.